# Ireks
Die Ireks GmbH ist ein international tätiges Unternehmen der Nahrungsmittelbranche mit Hauptsitz in Kulmbach, Deutschland. Das Unternehmen ist zu 100 % im Eigentum der Gründerfamilie und wird derzeit von der 4. und  5. Generation geleitet. Neben dem Geschäftsbereich Backzutaten für Bäckereien und Konditoreien, zählen die Bereiche Braumalze, Aromen, Speiseeis-Zutaten und Agrarhandel zum Tätigkeitsfeld des Unternehmens.

## Geschichte
Johann Peter Ruckdeschel, Bäckermeister und Brauer, gründete am 1. September 1856 eine Handelsmälzerei und legte damit den Grundstein für die heute weltweit tätige Ireks-Gruppe. Der Name Ireks setzt sich aus den Initialen von Johann Ruckdeschel et Söhne, Kulmbach zusammen.
Sein Sohn Johann Andreas Ruckdeschel übernahm das Unternehmen 1888 und baute aufgrund von Kapazitätsengpässen 1896 am damaligen Stadtrand ein neues Werk. Dort befindet sich auch noch der Hauptsitz des Unternehmens. Unter dessen Leitung wurde im Jahr 1900 das erste mehlförmige diastatische Backmittel auf Malzbasis "Ruckdeschels Milliose" auf den Markt gebracht. Diese vollkommen natürlich, nach den Vorgaben des Bayerischen Reinheitsgebots für Bier erzeugte Backzutat, wurde mit zahlreichen Auszeichnungen bedacht, so auch 1900 auf der Weltausstellung in Paris. Seine Söhne Albert, Willy, Hans und Robert setzten in der Leitung des Familienbetriebes wichtige Impulse, der sich mehr und mehr den Backzutaten widmete. So wurde 1921 das Ireks Institut für Bäckereiwissenschaften gegründet und das Unternehmen stellte die Quellmehle Millifarin, Secafarin und Pax her. Ab 1927 veröffentlichte Ireks die Zeitschrift: Des Bäckers kleiner Ratgeber. Das Produkt Fertigsauer, welches die Zeit der Teiggare von 24 auf zwei Stunden reduziert, wurde 1930 zum ersten Mal zum Verkauf angeboten.
Nachdem das Geschäft infolge des Zweiten Weltkrieges nahezu zum Erliegen gekommen war, erholte es sich in der Nachkriegszeit. 1955 wurde die hannoversche Deutsche Arkady GmbH gekauft.
Seit 1971 betätigt sich Ireks mit der Marke Mella im Feingebäcksortiment und seit dem Erwerb der Firma Stamag Stadlauer Malzfabrik auch in der Malzherstellung. Kurz darauf wird die erste Backmischung, Soja-Mix, vermarktet. Hans Albert Ruckdeschel ist seit 1978 Geschäftsführer des Unternehmens.
2004 kaufte Ireks den Aromen-, Eisgrundstoff- und Dekorhersteller Dreidoppel.

## Standorte und Mitarbeitende

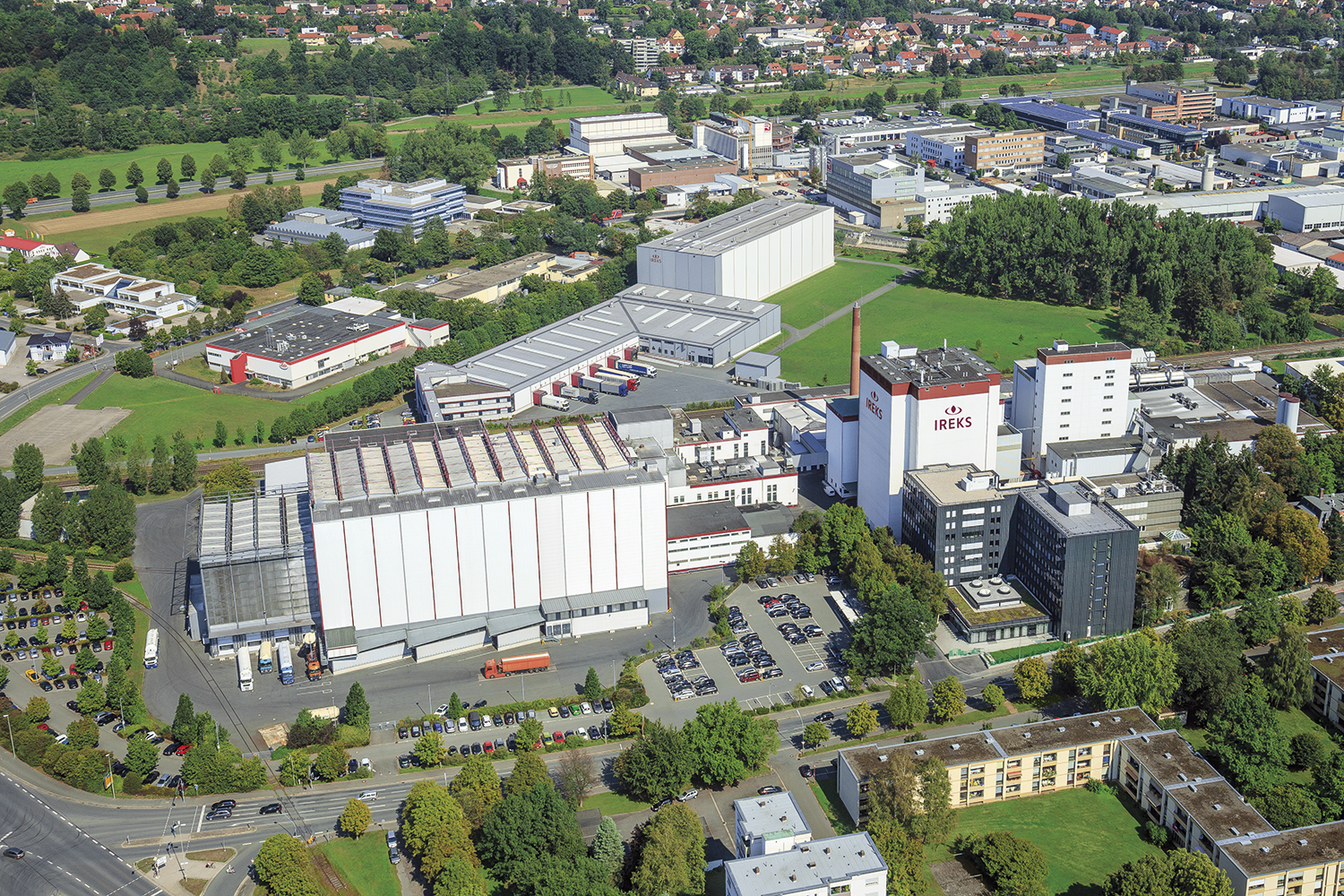
Hauptsitz der IREKS-Gruppe in Kulmbach

Das Unternehmen beliefert Kundinnen und Kunden in über 90 Ländern und hat laut eigenen Angaben (Stand 2025) über 3300 Mitarbeitende weltweit, davon sind über 500 im Außendienst beschäftigt. In den 1930er-Jahren waren circa 400 Menschen angestellt, zu Beginn der 1970er mehr als 1000 und 2006 rund 1850.
Neben Standorten in 18 europäischen Ländern, befinden sich sechs weitere in Brasilien (Guarapuava), China (Shanghai), Thailand, Kanada, Malaysia und den USA. Die ersten ausländischen Tochterfirmen wurden 1971 in Italien und Frankreich eröffnet.
Des Weiteren besitzt Ireks eine Minderheitsbeteiligung von 25,8 % an der Kulmbacher Brauerei.